# Île Kaien
L'île Kaien est une île canadienne en Colombie-Britannique.

## Géographie
Située à l'extrême nord de l'embouchure du Skeena et au sud de l'Alaska du Sud-Est, sa ville principale est Prince Rupert. 
Elle fait partie du District régional de Skeena-Queen Charlotte et de la région de La Côte.